# 도키타 마사노리
도키타 마사노리(일본어: 鴇田 正憲, 1925년 6월 24일 ~ 2004년 3월 5일)는 일본의 전 축구 선수로 포지션은 공격수였으며 1951년 아시안 게임 동메달리스트였다.

## 선수 시절

### 클럽
1925년 6월 24일 일본 효고현 고베 출생으로 다이이치 고등학교, 간세이 가쿠인 대학을 졸업한 뒤 1950년 다나베 미츠비시 파르마에 입단하여 1959년 은퇴할 때까지 9년간 한팀에서만 활동하며 천황배 4회 우승(1950년, 1953년, 1955년, 1959년)의 대업을 달성했다.

### 국가대표팀
1951년 A대표팀에 처음으로 발탁되어 그 해 3월 7일 이란과의 1951년 아시안 게임 준결승전에서 국제 A매치 데뷔전을 치른 이후 다음날인 8일 재경기에서 A매치 데뷔골을 기록했고 팀은 이 경기에서 비록 2-3으로 졌지만 아프가니스탄과의 동메달 결정전에서 2-0으로 승리하며 아시안 게임 초대 대회 동메달을 목에 걸었다. 
이후 1956년 하계 올림픽에서 팀의 주장으로 활약한 뒤 1959년 A매치 통산 12경기 2골의 성적을 남기고 국가대표팀 은퇴를 선언했고 2004년 3월 5일 고향인 고베에서 78세를 일기로 생을 마감했으며 그의 사망 2년 후인 2006년 일본 축구 명예의 전당에 헌액되었다.

## 통계
| 일본 | 일본 | 일본 |
| 연도 | 출전 | 득점 |
| ---- | ---- | ---- |
| 1951 | 3    | 1    |
| 1952 | 0    | 0    |
| 1953 | 0    | 0    |
| 1954 | 3    | 1    |
| 1955 | 1    | 0    |
| 1956 | 2    | 0    |
| 1957 | 0    | 0    |
| 1958 | 0    | 0    |
| 1959 | 3    | 0    |
| 통산 | 12   | 2    |

## 수상

### 클럽
다나베 미츠비시 파르마
- 천황배 : 우승 (1950, 1953, 1955, 1959)

### 국가대표팀
일본
- 아시안 게임 : 동메달 (1951)